# زلزال ويتر ناروز 1987
زلزال ويتر ناروز 1987 هو زلزالٌ وقعَ في كاليفورنيا في الولايات المتحدة بتاريخ 1 أكتوبر 1987.